# 200 km/h in the Wrong Lane
200 km/h in the Wrong Lane (engl. „200 km/h in der falschen Fahrspur“) ist das erste englischsprachige Album des Pop-Duos t.A.T.u. und gleichzeitig die übersetzte Version des russischsprachigen Albums 200 Po Wstretschnoi. Es erreichte in verschiedenen Ländern weltweit vordere Chartplatzierungen, und entwickelte sich mit mehr als sieben Millionen verkauften Exemplaren zu einem der erfolgreichsten Alben des Jahres 2003.

## Entstehungsgeschichte
Bereits 2001 hatten t.A.T.u. mit 200 Po Wstretschnoi ein sehr erfolgreiches Album veröffentlicht, dessen Erfolg sich jedoch auf Russland und Polen, Tschechien, Bulgarien sowie der Slowakei beschränkte. Unter anderen hatte 200 Po Wstretschnoi dort die Spitzenposition der Charts erklommen. Allerdings hatte man bereits feststellen können, dass das Album durchaus Potenzial zu Erfolgen in Westeuropa und den Vereinigten Staaten hatte. Im Dezember 2001 hatte Universal Music Deutschland beschlossen, 200 Po Wstretschnoi samt Singleauskopplungen im April des Folgejahres auch in Deutschland zu veröffentlichen. Dieser Plan wurde aber zugunsten eines englischsprachigen Albums für den westlichen Musikmarkt zurückgestellt.
Der US-Amerikaner Martin Kierszenbaum wurde mit der Produktion des Albums betraut. Einige russischsprachige Lieder des Gesangsduos waren dem jungen Produzenten und Liedschreiber von einem Kollegen bei Universal Music Russia zugesandt worden. Kierszenbaum erinnerte t.A.T.u.s Stil an ABBA, und er hielt sie für etwas Spezielles. Im Januar 2002 begannen in London die Aufnahmen zum Album. Kierszenbaum bezog auch Trevor Horn in das Projekt mit ein, und nach der Aufnahme der ersten drei Titel übertrug Horn Kierszenbaum die alleinige Produktion des restlichen Albums. Horn, Kierszenbaum und der inzwischen hinzugestoßene Robert Orton überarbeiteten den Sound der ursprünglich russischen Lieder teilweise, um sie besser auf den westlichen Musikmarkt zuzuschneiden. Die Stücke wurden unter anderem mit Gitarren durchsetzt, was den Musikstil von Electronica und Elektropop hin zu Pop-Rock veränderte.
Zu sieben der acht englischsprachigen Titel auf dem Album existieren russischsprachige Gegenstücke. Einzig die Coverversion des ursprünglich von The Smiths stammenden Titels How Soon Is Now? wurde als neues Lied hinzugenommen. Ursprünglich verfolgte Iwan Schapowalow die Idee, auch das am 30. Mai 2002 in Russland präsentierte Prostyje dwischenija in das Album mit aufzunehmen. Zu diesem Lied existierte mit A Simple Motion bereits eine fertig aufgenommene englischsprachige Version, und darüber hinaus war es noch nicht auf CD erschienen. Trevor Horn überredete Schapowalow jedoch stattdessen How Soon Is Now? in das Album einzubauen. Da How Soon Is Now? in Großbritannien zu den beliebtesten Liedern der bekannten Band The Smiths zählt, erhoffte sich Horn davon eine absatzsteigernde Wirkung bei der Vermarktung des Albums. t.A.T.u.s Plattenfirma Universal Music unterstützte diesen Vorschlag und war auch bereit, die 200.000 Pfund Sterling Lizenzgebühren an Morrissey und Johnny Marr zu zahlen.
Als besondere Herausforderung erwies sich die Sprachbarriere zu den beiden jungen Russinen. Jelena Katina sprach nur mittelmäßiges und Julija Wolkowa kaum Englisch, weshalb beide Sängerinnen große Probleme mit den englischen Texten hatten. Beide Mädchen nahmen täglich Englischunterricht. Martin Kierszenbaum half Katina und Wolkowa dabei, sich die richtige Aussprache einzuprägen. Dennoch erforderte die Aufnahme der englischen Lieder hohe Konzentration. Zu den zuerst aufgenommenen Liedern zählten All the Things She Said, Not Gonna Get Us und Clowns, zu den letzten Stars und How Soon Is Now?. Im Juni 2002 wurden die Studioarbeiten, die zum Teil auch in Los Angeles stattgefunden hatten, beendet.
Am 1. Juli begannen die Aufnahmen für das Musikvideo zu All the Things She Said. Dabei wurden nur die Gesangsszenen neu gedreht, alle anderen Szenen wurden aus dem russischsprachigen Musikvideo zu Ja soschla s uma übernommen und nur der russische gegen den englischen Text ausgetauscht. Da jedoch zwei Jahre zwischen den beiden Videodrehs lagen, musste die Kulisse komplett neu aufgebaut werden. Der Metallzaun ist in beiden Musikvideos derselbe, die auf Rädern bewegliche Mauer hingegen wurde neu angefertigt, da diese in der Zwischenzeit bereits wieder demontiert worden war.

## Covergestaltung
Das Album erschien in drei verschiedenen Versionen.
- Die für Europa und Amerika bestimmte Version zeigt Katina und Wolkowa auf einem Motorrad sitzend. Katina legt ihren Kopf auf Wolkowas Schulter, die gleichzeitig auch das Steuer in der Hand hält. Dies ist ein Hinweis auf die führende und leitende Rolle Wolkowas, die auch in mehreren Musikvideos und Liedern des Albums zum Tragen kommt. Das Coverbild ist, mit Ausnahme des roten Schriftzuges „t.A.T.u. 200 km/h in the Wrong Lane“, komplett in einem grünlichen Ton gehalten. Dabei handelt es sich um eine Anspielung auf das Musikvideo zu All the Things She Said, welches ebenfalls eine grünliche Tönung aufweist.[5]
- Die vornehmlich für den japanischen Markt bestimmte Version bildet auf dem Cover ebenfalls die beiden Sängerinnen ab. Beide stehen vor einem weißen Hintergrund, umarmen sich und lächeln in Richtung des Betrachters. Wolkowa und Katina tragen Schuluniformen. Der Schriftzug „t.A.T.u.“ wurde in grüner Schrift aufgetragen.[6]
- Die in den GUS-Staaten wie Russland, der Ukraine und Belarus vertriebene Ausführung des Albums bildet ebenfalls beide Schuluniformen tragende Sängerinnen vor einem weißen Hintergrund ab. Wolkowa steht vor Katina und küsst diese, sodass die Gesichter beider nicht zu erkennen sind. Der Schriftzug „t.A.T.u. 200 km/h in the Wrong Lane“ wurde in roter Farbe und mit einer Neigung nach links eingesetzt. Auf dem Back-Cover sind beide einander vor weißem Hintergrund zugewandt. Ihre Augen sind beinahe geschlossen und ihre Gesichter – wie kurz vor einem Kuss – nur wenige Zentimeter auseinander.[7]

Für die 2003 erschienene Deluxe Edition des Albums wurde für die in Japan erschienene Version ein neues Coverbild ausgewählt. Es zeigt Katina und Wolkowa, die sich beide mit ihren Händen berühren und dicht beieinander stehen, in einem verlassenen Zimmer vor einer grünen Tapete.

## Veröffentlichung
Am 18. November erschien das Album in Polen. Wie schon das russischsprachige Album zuvor stieg auch 200 km/h in the Wrong Lane schnell an die Spitze der Charts. Am 10. Dezember erschien es in Russland, am 22. Dezember schließlich in den USA. Dort stieg es am 18. Januar 2003 auf Platz 191 in die Billboard 200-Album-Charts ein und verbesserte sich bis zum 8. März auf Rang 13. Der ostmitteleuropäische Release-Termin war der 7. Oktober, in Deutschland und Westeuropa war es der 10. Dezember. Am 13. Januar 2003 wurde das Album in Großbritannien und am 5. März schließlich in Japan (dort unter dem alternativen Titel t.A.T.u.) veröffentlicht, wo es direkt auf Platz eins in die Album-Charts einstieg.
Am 26. Mai 2003 erschien in Europa eine Deluxe Edition des Albums, in Japan am 4. Juni. Diese enthält neben Ne wer, ne boisja als Zusatztrack noch eine DVD mit drei Musikvideos und einer 25-Minütigen Dokumentation mit dem Titel Julia + Lena Are t.A.T.u. In Japan wurde diese Deluxe Edition innerhalb von nur zwei Tagen über 300.000 mal verkauft, und erreichte Platz drei der Albumcharts.

## Titelliste
| Nr. | Titel                            | Autoren                                                              | Länge |
| --- | -------------------------------- | -------------------------------------------------------------------- | ----- |
| 1   | Not Gonna Get Us                 | T. Horn, E. Kiper, V. Polienko, S. Galoyan                           | 4:22  |
| 2   | All the Things She Said          | T. Horn, M. Kierszenbaum, E. Kiper, V. Polienko, S. Galoyan          | 3:34  |
| 3   | Show Me Love                     | S. Galoyan, M. Kierszenbaum, V. Polienko                             | 4:16  |
| 4   | 30 Minutes                       | S. Galoyan, M. Kierszenbaum, I. Shapovalov, V. Polienko              | 3:18  |
| 5   | How Soon Is Now?                 | Morissey, J. Marr                                                    | 3:16  |
| 6   | Clowns (Can You See Me Now?)     | T. Horn, E. Kuritsin, I. Shapovalov, V. Polienko                     | 3:12  |
| 7   | Malchik Gay                      | A. Karaseva, M. Kierszenbaum, V. Stepantsov, S. Galoyan              | 3:10  |
| 8   | Stars                            | M. Kierszenbaum, V. Polienko, I. Shapovalov, A. Voitinskiy, A. Vulih | 4:08  |
| 9   | Я сошла с ума (Ja soschla s uma) | S. Galoyan, E. Kiper, V. Polienko                                    | 3:35  |
| 10  | Нас не догонят (Nas ne dogonjat) | S. Galoyan, E. Kiper, V. Polienko                                    | 4:22  |
| 11  | Show Me Love (Extended Version)  | S. Galoyan, M. Kierszenbaum, V. Polienko                             | 5:10  |
| 12  | 30 Minutes (Remix)               | S. Galoyan, M. Kierszenbaum, I. Shapovalov, V. Polienko              | 5:53  |

Ferner enthält die CD zusätzlich das Musikvideo zu All the Things She Said sowie den zweiten Teil einer Kurzdokumentation in der die Band vorgestellt und bei den Albumaufnahmen gezeigt wird (Behind the scenes with Julia and Lena (Part 2)). Der erste Teil der besagten Dokumentation findet sich auf der U.S. CD-Single von All the Things She Said; alle drei Teile sind vereint auf der DVD-Veröffentlichung t.A.T.u. - Screaming for More enthalten.

## Komposition und Liedtexte

### Komposition
Not Gonna Get Us wird von Allmusic als Eurodance-Song mit Einflüssen von Pop, Dance-Pop, Eurodance und Rockmusik beschrieben. All the Things She Said ist die erste Singleauskopplung des Albums und zweiter Titel auf der Tracklist. Das Lied beginnt mit träumerischen, Trance-unterlegten Synthesizern und wandelt sich mit dem ersten Refrain in ein von Gitarren begleitetes Pop-Rock-Stück, das auch Elemente des R&B aufweist. Matt Cibula von PopMatters schreibt über Show Me Love, es klinge wie „ABBA mit Metal-Gitarren.“ 30 Minutes wird durch selbigen Musikkritiker als Ballade mit langsamer Atmosphäre beschrieben. Bei How Soon Is Now? handelt es sich um eine Cover-Version des gleichnamigen Lieds von The Smiths. Auch bei diesem Titel nehmen Synthesizer mit harten Gitarrenklängen eine dominierende Stellung ein. Clowns (Can You See Me Now?) hingegen ist ein vom russischsprachigen Pendant zum Album übernommenes Stück, das dementsprechend eher den Musikrichtungen Electronica und Synthpop zuzuordnen ist. Malchik Gay, welches an siebter Stelle der Tracklist steht, unterscheidet sich als Akustikversion deutlich von den anderen Albumtiteln. Stars, das von Matt Cibula als gängiger „Smooth-Pop“ bezeichnet wird, weist die stilistische Besonderheit auf, dass zwar die Gesangspassagen der russischen Version ins Englische übersetzt wurden, nicht jedoch der sie unterbrechende Rap-Part, der unübersetzt dem der russischen Originalversion (Satschem Ja) entspricht.

### Liedtexte
Die Liedtexte des Albums behandeln die Beziehung zwischen den beiden Sängerinnen, Jelena Katina und Julija Wolkowa. Dabei kann jedes Lied als ein Teil einer Geschichte gesehen werden. Hauptanliegen sind die freie Auslebung gleichgeschlechtlicher Partnerschaften, Selbstfindung und -verwirklichung, sowie die Durchbrechung bestehender Seinsvorstellungen der Gesellschaft.
In All the Things She Said wird durch den klagenden Gesang und den Liedtext deutlich, wie sehr die beiden Protagonistinnen unter ihrer Beziehung zu leiden haben („I’m in serious shit, I feel totally lost“). Es wird beschrieben, dass die Mädchen von ihren Eltern, Klassenkameraden und der Gesellschaft ausgegrenzt, missverstanden und verachtet werden, und versuchen ihre Zuneigung zueinander zu unterdrücken oder geheim zu halten. Zum Ende des Liedes wird aber verdeutlicht, dass beide ihre Liebe zueinander eingestehen, und diejenigen hinter sich lassen, die sie voneinander trennen wollen.
Laut Jelena Kiper kann Not Gonna Get Us als Fortsetzung von All the Things She Said verstanden werden, obwohl es auf der Tracklist des Albums an erster Stelle zu finden ist. Hier lassen die beiden Sängerinnen nun alle Probleme hinter sich und verlassen ihre Familien und Freunde um frei zu sein von jeglicher Unterdrückung durch Peers und die Obrigkeit. Gleichzeitig findet sich in diesem Lied ein weiteres Liebesbekenntnis der beiden Mädchen: „My love for you, always forever/Just you and me, all else is nothing“.
Die weiteren Lieder behandeln gleichfalls spezielle Situationen in der Beziehung Katinas und Wolkowas. Das Lied Malchik Gay etwa handelt von unerwiderter Liebe gegenüber einem homosexuellen Jungen. So heißt es: „I try to keep on hoping for a way/A reason for Us/Both to come in close“.
t.A.T.u.s damaliger Manager und Videoregisseur Iwan Schapowalow verteidigte das provokante Image sowie die offene Zurschaustellung von Erotik durch die beiden Sängerinnen stets. Er bezeichnete t.A.T.u. als reine Beziehung, jenseits von jedem Fortpflanzungscharakter, wodurch die dargestellte Liebe und Zuneigung besonders intensiv hervortrete. Katina und Wolkowa distanzierten sich im Nachhinein jedoch von den Darstellungen ihres Managers.

„Er [Schapowalow] hat uns als Lesben auftreten lassen, während wir nur für Lesben gesungen haben. Wir wollten die Leute dazu bringen sie zu verstehen, und nicht zu verurteilen. Dass sie so frei sind wie jeder andere auch.“

### Russische Sprache
Obwohl es sich um das erste englischsprachige Album des Duos handelt, beschlossen die Produzenten, dem Album eine russische Prägung zu verleihen. Bis auf How Soon Is Now? finden sich alle enthaltenen Lieder auch auf dem russischen Gegenstück 200 Po Wstretschnoi, allerdings mit abgewandeltem Text und anderem Klang. Gleich drei Lieder weisen große russische Textpassagen auf: Show Me Love beginnt mit einem auf Russisch geführten Telefongespräch zwischen den beiden Sängerinnen, bevor das eigentliche Lied einsetzt, in Malchik Gay wurde ein 15-Sekündiger Ausschnitt aus dem russischen Originallied eingebaut und in Stars trägt Julija Wolkowa den enthaltenen Rap-Part auf Russisch vor. Etwas dezenter platziert wurden außerdem die Worte „Ja soschla s uma“ in All the Things She Said, die mehrmals kaum hörbar im Hintergrundgesang auftauchen. Mit Ja soschla s uma und Nas ne dogonjat wurden die russischen Originalversionen der ersten beiden Titel in das Album aufgenommen. Sie wurden jedoch für die Veröffentlichung auf dem englischen Album neu abgemischt und erhielten einen rockigeren Klang. Auf der 2003 erschienenen Deluxe-Edition des Albums wurde als Track 13 noch Ne wer, ne boisja beigefügt.

## Preise
In Polen erhielten t.A.T.u. für das Album den Best International Album Award, bei den Japan Gold Disc Awards 2004 wurde es als Rock Album of the Year International ausgezeichnet. Bei den in Russland populären MUZ-TV Awards 2003 musste sich das Duo mit einer Nominierung in der Kategorie Best Album zufriedengeben.

## Kommerzieller Erfolg

### Chartplatzierungen
Das Album entwickelte sich zu einem großen Erfolg, vor allem in Europa und Japan. Es erreichte Gold-Status unter anderem in Deutschland, Frankreich und Großbritannien, aber auch in den Vereinigten Staaten, Malaysia und Mexiko. In Japan erreichte 200 km/h in the Wrong Lane bereits in der Veröffentlichungswoche Doppelplatin-Status für über 500.000 verkaufte Einheiten. Insgesamt wurde das Album in Japan etwa zwei Millionen Mal verkauft, stand 6 Monate lang in den Top-10 der Charts (63 Wochen insgesamt) und wurde mit sieben Platin-Schallplatten ausgezeichnet. Vergleichbare Erfolge hatten in Japan zuvor nur Weltstars wie Mariah Carey und Whitney Houston für sich verbuchen können. t.A.T.u. war es darüber hinaus ebenfalls gelungen, als erste internationale Interpreten ihr Debütalbum direkt auf Platz eins der japanischen Albumcharts einsteigen zu lassen.
2003 erhielten t.A.T.u. den IFPI Platinum Europe Award für über eine Million verkaufte Alben 200 km/h in the Wrong Lane innerhalb Europas. Da die Band diese Auszeichnung bereits für die russischsprachige Version des Albums (siehe 200 Po Wstretschnoi) erhalten hatte, machte sie das zur ersten Gruppe, die den IFPI Platinum Europe Award für dasselbe Album in zwei verschiedenen Sprachen erhielt. In ihrer Heimat Russland und den ehemaligen Staaten der Sowjetunion wurden bis zum Jahresende 2003 mehrere hunderttausend Exemplare des Albums verkauft. Insgesamt erzielte 200 km/h in the Wrong Lane einen Absatz von über acht Millionen Exemplaren weltweit und führte die Charts in einigen Ländern bis in den Spätsommer an.
| ChartsChartplatzierungen       | Höchstplatzierung | Wochen |
| ------------------------------ | ----------------- | ------ |
| Deutschland (GfK)              | 3 (34 Wo.)        | 34     |
| Österreich (Ö3)                | 1 (27 Wo.)        | 27     |
| Schweiz (IFPI)                 | 5 (35 Wo.)        | 35     |
| Vereinigte Staaten (Billboard) | 13 (33 Wo.)       | 33     |
| Vereinigtes Königreich (OCC)   | 12 (19 Wo.)       | 19     |

| ChartsJahrescharts (2003)      | Platzierung |
| ------------------------------ | ----------- |
| Deutschland (GfK)              | 18          |
| Österreich (Ö3)                | 26          |
| Schweiz (IFPI)                 | 61          |
| Vereinigte Staaten (Billboard) | 109         |

### Auszeichnungen für Musikverkäufe
| Land/Region                  | Auszeichnungen für Musikverkäufe (Land/Region, Auszeichnung, Verkäufe) | Verkäufe  |
| ---------------------------- | ---------------------------------------------------------------------- | --------- |
| Australien (ARIA)            | Gold                                                                   | 35.000    |
| Deutschland (BVMI)           | Gold                                                                   | (150.000) |
| Europa (IFPI)                | Platin                                                                 | 1.000.000 |
| Finnland (IFPI)              | Platin                                                                 | (49.418)  |
| Frankreich (SNEP)            | Gold                                                                   | (100.000) |
| Griechenland (IFPI)          | Gold                                                                   | (10.000)  |
| Hongkong (IFPI/HKRIA)        | 3× Platin                                                              | 60.000    |
| Indonesien (ASIRI)           | Platin                                                                 | 50.000    |
| Italien (FIMI)               | Platin                                                                 | (100.000) |
| Japan (RIAJ)                 | 7× Platin                                                              | 1.750.000 |
| Kanada (MC)                  | 2× Platin                                                              | 160.000   |
| Malaysia (RIM)               | Gold                                                                   | 10.000    |
| Mexiko (AMPROFON)            | Gold                                                                   | 75.000    |
| Österreich (IFPI)            | Gold                                                                   | (20.000)  |
| Portugal (AFP)               | Silber                                                                 | (10.000)  |
| Schweden (IFPI)              | Gold                                                                   | (30.000)  |
| Schweiz (IFPI)               | Platin                                                                 | (40.000)  |
| Singapur (RIAS)              | Gold                                                                   | 7.500     |
| Spanien (Promusicae)         | Gold                                                                   | (50.000)  |
| Südafrika (RISA)             | Gold                                                                   | 25.000    |
| Südkorea (KMCA)              | Platin                                                                 | 30.000    |
| Taiwan (RIT)                 | Platin                                                                 | 30.000    |
| Thailand (TECA)              | Gold                                                                   | 20.000    |
| Tschechien (IFPI)            | Gold                                                                   | (25.000)  |
| Ungarn (MAHASZ)              | Gold                                                                   | (15.000)  |
| Vereinigte Staaten (RIAA)    | Gold                                                                   | 500.000   |
| Vereinigtes Königreich (BPI) | Gold                                                                   | (100.000) |
| Insgesamt                    | 1× Silber · 16× Gold · 19× Platin ·                                    | 3.752.500 |

## Kritik
200 km/h in the Wrong Lane erhielt überwiegend positive Kritiken, allerdings auch einige schlechte. Viele Musikkritiker hoben das provokante Auftreten des Gesangsduos in Musikvideos und der Öffentlichkeit besonders hervor, legten es ihnen meist aber nicht negativ aus.
Das US-amerikanische Billboard Magazin sieht den Erfolg des Albums stark in den „simplen aber mitreißenden Euro-Dance-Liedchen begründet“, die es beinhalte, und von denen All the Things She Said und Not Gonna Get Us das größte Hitpotenzial besäßen. Ferner attestiert Billboard den beiden Sängerinnen „einen frechen, wenn auch stimmlich begrenzten, Charme.“ Losgelöst betrachtet von der medialen Inszenierung sei es „ein Album triefend vor zuckersüßer Pop-Anmut.“ Einziges Gegenstück dazu sei die „schlecht durchdachte Interpretation“ von How Soon Is Now.
Matt Cibula bezeichnet All the Things She Said, Not Gonna Get Us und Malchik Gay in seiner Kritik auf PopMatters.com als die besten Lieder des Albums, und lobt besonders dessen professionelle Produktion und Abmischung. Cibula sieht t.A.T.u. als „ABBA mit Metal-Gitarren“ und bezeichnet ihren Musikstil als „berührenden, schwerblütigen, launischen Sadcore-Pop, zu dem es keinen Grund gibt, ihn nicht zu mögen.“
David Merryweather schreibt in seiner Albumkritik auf drownedinsound.com, das Image der Band sei essentieller Bestandteil des Duos, weist aber darauf hin, dass dabei das musikalische Werk nicht übersehen werden dürfe. Laut Merryweather sei t.A.T.u. mit den „klaren und einprägsamen Stimmen der Sängerinnen“ ein „Meisterwerk des Pop“ gelungen, das er mit 4 von 5 Sternen bewertet und als „wirklich sehr gut“ bezeichnet.
Lisa Verrico von den London Times bestätigt 200 km/h in the Wrong Lane Einmaligkeit, und schreibt, es klinge wie kein zweites Album. Auch der britische The Guardian bewertet das Album positiv und vergibt in seiner Wertung 4 von 5 Sternen.
Martina Schmid von laut.de bewertet das Album mit einem von fünf möglichen Punkten und vermisst Abwechslungsreichtum und Kontrast. Sie findet die Stimmen der beiden Sängerinnen zwar „in Ordnung“, kritisiert aber die geringe Anzahl von Liedern auf dem Album, sowie die gezielt gestreuten Skandale um das Duo: „Zugegeben – was Yulia und Lena da abgeliefert haben ist nicht durchweg schlecht. Allerdings kitzelt die Tatsache, dass vier von zwölf Tracks russische Versionen oder Remixe der schon bekannten Songs sind in meinem Sprachzentrum das Wort ‚Füllsel‘ hervor.“

## Neuveröffentlichung 2012
Fast zehn Jahre nach der Erstveröffentlichung erschien am 12. November 2012 anlässlich des Jubiläums eine 10th Anniversary Edition des Albums. Die über Universal Music Russia und Cherrytree Records vertriebene CD wurde mit einem neuen Artwork ausgestattet und enthält neben den Originaltracks auch das früher ausgesparte A Simple Motion und zwei neue Remixe zu All the Things She Said (von Fernando Garibay) und Show Me Love. Ferner wurde ein beidseitig bedrucktes Poster hinzugefügt.